# Перше монгольське вторгнення до Угорщини
Перше монгольське вторгнення до Угорщини — військова кампанія монголів у 1241—1242 роках, внаслідок чого Угорське королівство було захоплено монголами.

## Передумови
Угорці вперше дізналися про монгольську загрозу в 1229 році, коли король Андраш II надав притулок деяким біглим половцям. У 1237 році домініканський монах Юліан вирушив у мандрівку, щоб привести волзький мад'яр до королівства. На Волзі зустрів Бату, який на той час підкорив Волзьку Болгарію й готувався до походу на північноруські князівства. Бату 1239 року з Юліаном відправив листа до угорського короля, де пропонував підкоритися і нарікав що змушений вже «утридцяте» відправляти до нього послів і досі не отримав відповіді. Пропонував королю вигнати зі своїх земель половців, яких король незадовго перед цим прийняв під своє заступництво. Обидві ці пропозиції були проігноровано.

## Перебіг подій
Першу армію очолили Бату і Субедей, другу — Када'ан, Бучек і Бурі. Частина першої армії на чолі із Бату рушила до Руських Воріт, а Субедей через долину Сірету. Друга армія йшла південніше — через волоські землі, рушивши на Трансильванію. Бучек вже на початку 1241 року завдав поразки біля Сірету завдав поразки волосько-половецькому війську.
Бела IV заздалегідь відправив з військом палатина Діонісія до Руських Ворті. Сам король продовжував збирати свої війська під Пештом. Конфлікт із баронами перешкодив йому зробити це оперативно, внаслідок чого палатин Діонісій не зміг вчасно отримати допомогу. 10 березня угорський король, перебуваючи у Пешті, отримав  повідомлення про вторгнення Бату. 12 березня 1241 року палатин Діонісій був розбитий військами Бату. Ця перемога дозволила останнього приблизно на два тижні раніше за інші монгольські тумени вийти на Паннонську рівнину і вже 15 березня передові монгольські загони під керівництвом Шибана вийшли до Пешта. Розбивши свій табір приблизно за 20 км від королівського війська, Бату зміг тримати супротивника в постійній напрузі. Тим часом окремі загони його корпусу грабували околиці і заважали окремим угорським з'єднанням пробитися до головної армії.
Після нетривалої суперечки Бела IV вирішив виступити проти Бату. Той, не маючи змоги самотужки протистояти ворожій армії, був змушений ухилитися від бою і почати відведення своїх військ від Пешта. Неспішний відступ тривав кілька днів, і за цей час обидва війська встигли пройти більша частинау шляху до Карпат. Ймовірно, саме в цей час до Бату встигли приєднатися головні сили першої армії під проводом Субедея та другої армії Када'ана, після чого монголи відчули себе досить сильними, щоб прийняти генеральну битву. Битва відбулася 11 квітня біля річки Шайо і закінчилася нищівною поразкою військ угорського короля.
Бела IV утік під захист австрійського герцога Фрідріха II Бабенберга, а під владою монголів опинилася вся задунайська частина Угорського королівства. Закінчивши переслідування угорців у Пешті, монголи розпочали організацію тимчасової адміністрації на завойованій території:  були розставлені чиновники монголів, відомі в європейських джерелах як «бавіли» (баскаки).
Бату планував перетворити захоплені землі на чергову провінцію Монгольської імперії. Згідно зі свідченнями  Понса де Обона, магістра ордену тамплієрів в Угорщині, монголи, захоплюючи фортеці й укріплені міста та піддаючи їх розоренню, водночас не чіпали сіл. Отже, мова йшла про їх експлуатацію і можливе оподаткування. Розпочалося карбування монети. Важливим кроком було залучення на службу Бату місцевої аристократії, що стало традиційним в монгольській завойовницькій політиці.
Протягом літа-осені 1241 монголи робили неодноразові спроби зайняти плацдарми на південному березі Дунаю і перенести військові дії на землі Священної Римської імперії, але, як правило, зазнавали невдачі. Є відомості про поразку монголів від військ баварського герцога, і навіть від німецького короля Конрада IV Гогенштауфена.
Своєю чергою Фрідріх II Гогенштауфен, імператор Священної Римської імперії, який спочатку збирався виступити проти монголів на початку липня 1241 року, переніс дату загального наступу на кілька тижнів, а потім і зовсім відмовився від будь-яких активних дій. Дослідники пояснюють такі дії планом імператора утворити союз з монголами проти Папського престола та його союзника з-поміж гвельфів. Встановлена рівновага зберігалася до грудня 1241 року.
З настанням заморозків Бату, переправившись через Дунай, розпочати облогу Буди, Фехервара, Естергома, Нітри, Братислави та інших угорських міст. На початку 1242 року вони вже опинилися під владою монголів. За цим захопив міста Банська Штявниця, Пуканець, Крупіна (у сучасній Словаччині), а також Опава, Бенешов, Пршеров, Литовел і Євичко (в Богемському королівстві), де наприкінці червня 1241 року з'єднався з корпусом Байдара, що подолав Карпати через перевал Яблуницький. Після цього разом вони рушили на південь. Своєю чергою Када'ан у другій половині січня 1242 року попрямував до Хорватії, маючи головною метою переслідування Бели IV. Вдалося захопити Загреб, після чого монголи вступили до Північної Далмації у березні 1242 року.
В цей час прийшла звістка про смерть великого кагана Угедея. Шибан, який отримав у володіння Трансильванію, також залишив свій новий улус. Втім за свідченнями Рашид-ад-Діна Фазлуллаха шляхи сполучення монгольського війська в Угорщині опинилися перед загрозою з боку половців Білої Куманії та братів Данила і Василька Романовичів, що стали відновлювати владу в Галицько-Волинському князівстві, землі якого були важливою тиловою базою монголів. Тому ймовірно Бату не наважився залишитися в не зовсім підкореній країні, відрізаною від  шляхів до Монгольської імперії все ще потужним ворогом. Зрештою усі монгольські сили, повертаючись до Волзьких степів, об'єднано рушили до Сербії.

## Наслідки
Угорське королівство опинилося під владою монголів. Єдиними місцями, які вистояли перед лицем монгольських нападів, були близько 80 укріплених місць, включаючи всі кілька кам'яних замків у королівстві. Серед цих місць були Естергом, Секешфегервар і архіабатство Паннонгальм. З частини його було утворено улус для Шибана. Проте відхід монголів надав можливості БеліIV повернути собі владу в королівстві. Втім Бату продовжував вважати землі Угорського королівства підвладними собі.
Найбільшої шкоди зазнали рівнинні райони, де було знищено 50-80 % поселень. Поєднання масових вбивств, вчинених монголами, голоду, та одночасного спустошення сільської місцевості половцями-втікачами призвело до втрати приблизно 15–25 % населення Угорщини — близько 300—500 тис. осіб.